# Rödörad papegoja
Rödörad papegoja (Pyrilia haematotis) är en fågel i familjen västpapegojor inom ordningen papegojfåglar.

## Utseende
Rödörad papegoja är en medelstor och rätt knubbig papegoja. På sittande fågel syns grön kropp, brunt huvud med en liten röd fläck på örat (därav namnet), ljusa "glasögon" och mycket ljus näbb. I flykten kan man skymta lysande rött i armhålorna.

## Utbredning och systematik
Rödörad papegoja delas in i två underarter:
- P. h. haematotis – fuktiga skogar i södra karibiska Mexiko till västra Panama
- P. h. coccinicollaris – östra Panama (öster om Panamakanalen och nordvästra Colombia

## Levnadssätt
Rödörad papegoja hittas i regnskog och skogsbryn. Där är den lätt förbisedd där den sitter i trädkronorna tystlåtet födosökande efter frukt. Den ses därför oftast i den snabba och raka flykten, lågt över trädkronorna i par eller smågrupper.

## Status och hot
Arten har ett stort utbredningsområde, men tros minska i antal, dock inte tillräckligt kraftigt för att den ska betraktas som hotad. Internationella naturvårdsunionen IUCN listar arten som livskraftig (LC). Beståndet uppskattas till i storleksordningen 50 000 till en halv miljon vuxna individer.